# Maanam
Maanam — польський рок-гурт. Один з найпопулярніших гуртів в історії польського року.
Спочатку існував гітарний дует Марека Яцковського та Міло Куртіса, заснований 1975 року. Наступного року до них приєдналася дружина Марека — Kora (Ольга Яцковська).
1980 року гурт виступив на фестивалі в Ополі з піснями «Boskie Buenos» і «Żądza pieniądza». Це стало початком популярності гурту. Пісні з фестивалю вийшли синглами.
1988 року кліп гурту на пісню «Się ściemnia» став першим польським відео на MTV.

## Дискографія
- 1980 Maanam
- 1982 O!
- 1983 Night Patrol
- 1984 Nocny Patrol
- 1984 Totalski No Problemski
- 1984 Kminek dla dziewczynek
- 1985 Wet Cat
- 1985 Mental Cut
- 1988 Live
- 1988 Sie ściemnia
- 1991 The Singles Collection
- 1991 Derwisz i anioł
- 1993 Maanamania Warszawa
- 1994 Róża
- 1996 Łóżko
- 1998 Klucz
- 2000 Hotel Nirvana
- 2004 Znaki szczególne